# Lightnin' (film, 1930)
Pour les articles homonymes, voir Lightnin'.
Pour plus de détails, voir Fiche technique et Distribution.
Lightnin' est un film américain, réalisé par Henry King et sorti en 1930.

## Synopsis
Lightnin fait venir un jeune homme à son hôtel pour trouver sa femme qui demande le divorce. Il parle aux deux qui sont visiblement amoureux, mais ils se mettent en colère et le jeune homme dit qu'il part. Lightnin murmure à sa femme de le rappeler, puis il a une conversation à cœur ouvert et le couple part avec leur mariage sauvé.

## Fiche technique
- Titre original : Lightnin'
- Réalisation : Henry King

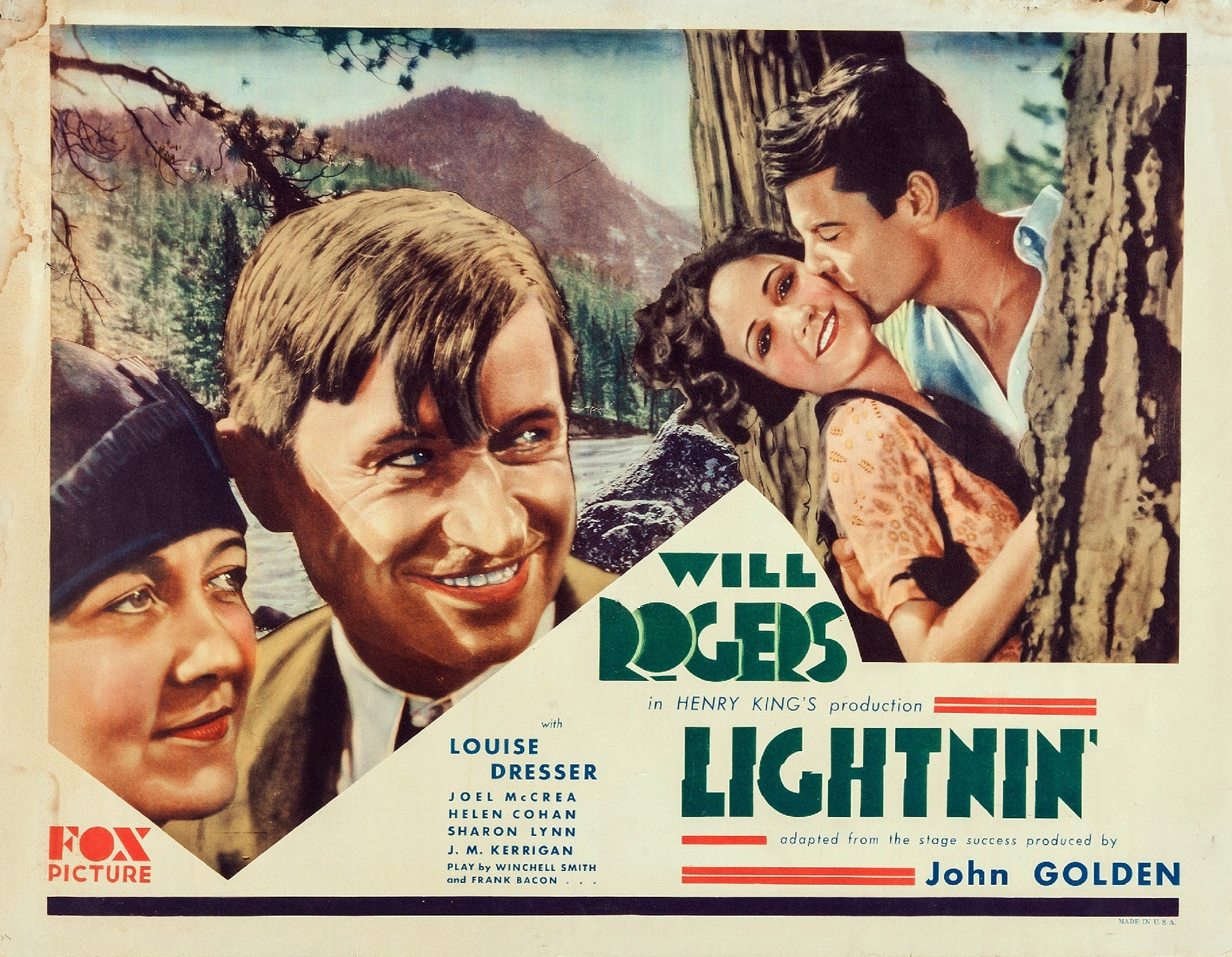
Autre affiche du film.

- Scénario : S. N. Behrman, Sonya Levien, d'après la pièce Lightnin' de Winchell Smith et Frank Bacon
- Direction artistique : Harry Oliver
- Costumes : Sophie Wachner
- Photographie : Chester Lyons
- Son : George P. Costello
- Montage : Louis Loeffler
- Production : John Golden et Henry King
- Société de production : Fox Film Corporation
- Société de distribution : Fox Film Corporation
- Pays de production :  États-Unis
- Langue : anglais
- Format : Noir et blanc - 35 mm - 1,37:1 - Son Mono (Movietone)
- Genre : Comédie dramatique
- Durée : 94 minutes
- Dates de sortie :
  - États-Unis : 28 novembre 1930 (première à New-York)

## Distribution
- Will Rogers : "Lightnin" Bill Jones
- Louise Dresser : Mme Jones
- Joel McCrea : John Marvin
- Helen Cohan : Milly Jones
- Jason Robards Sr. : Thomas
- Luke Cosgrave : Zeb
- J. M. Kerrigan : Lem Townsend
- Ruth Warren : Margaret Davis
- Sharon Lynn : Mme Lower
- Joyce Compton : Diana
- Rex Bell : Ronald
- Frank Campeau : M. Brooks
- Goodee Montgomery : Mme Brooks
- Philip Tead : Monte Winslow
- Walter Percival : Everett Hammond
- Charlotte Walker : Mme Thatcher
- Blanche Le Clair : Mme Leonard
- Bruce Warren : M. Leonard
- Antica Nast : Mme Lord
- Moon Carroll : Mme Blue
- Bess Flowers : Mme Weeks
- Gwendolyn Faye : Mme Starr
- Eva Dennison : Mme George
- Betty Alden : Mme Graham
- Lucille Young : Mme Young
- Betty Sinclair : Mme Bigg
- Roxanne Curtis : femme divorcée
- Thomas Jefferson : Walter Lannon